# Sparassidaceae
Sparassidaceae es una familia de hongos del orden Polyporales. La familia fue circunscrita por el botánico alemán Wilhelm Herter en 1910 para contener el género Sparassis. El género Sparassiella se agregó a la familia en 1964. A partir de abril de 2018, Index Fungorum acepta 10 especies en la familia Sparassidaceae.

## Descripción
Los cuerpos fructíferos de los hongos de Sparassidaceae consisten en segmentos ramificados en forma de abanico que se originan en un núcleo central. El sistema de hifas es monomítico, con hifas globosas (que contienen gotitas de aceite). Estas hifas tienen conexiones de abrazadera dispersas. Las esporas son lisas, de paredes delgadas a algo gruesas y hialinas (translúcidas). Los cistidios están mayormente ausentes del himenio. Los hongos de Sparassidaceae causan la pudrición parda.

## Géneros
- Sparassis
- Sparassiella